# Artificio
Artificio es una ciudad perteneciente a la comuna de La Calera (Chile), ubicada en la Provincia de Quillota, Región de Valparaíso. Se ubica a 1,2 km de La Calera, cerca de la Ruta 5 y es orillada por el Río Aconcagua. Según el Censo de 2017 la población de la localidad era de 11 114 habitantes.

## Geografía y ubicación
La geografía de Artificio está compuesta por tierras sedimentadas y húmedas, también posee un clima templado, junto a la zona fluvial producida por el Río Aconcagua generando una zona agrícola. Sus relieves cercanos son bajos.
Artificio se encuentra ubicado a 49,6 km de Valparaíso (capital regional), a 94,2 km de Santiago de Chile (capital nacional) y a 1,2 km de La Calera (ciudad más cercana), solo siendo separada por el "Puente 9 de julio" (Pasando el Río Aconcagua).
Artificio, junto a La Calera, se encuentran a orillas de la Ruta 5 y Ruta CH-60, esta última conectando las principales ciudades de la región, como Quillota, Valparaíso, Quilpué o Viña del Mar, haciendo que sea un punto importante dentro de la Región de Valparaíso.

## Historia
La localidad de Artificio fue fundada cerca de 1908, cercanos a la planta de cemento de "Melón" recién inaugurada, basando su economía en torno al cemento producido por los alrededores. Posteriormente, el fundo fue creciendo gracias a la Estación Artificio que conectaba Valparaíso con Santiago, hasta transformarse en un pueblo distanciado por su comunidad de La Calera.

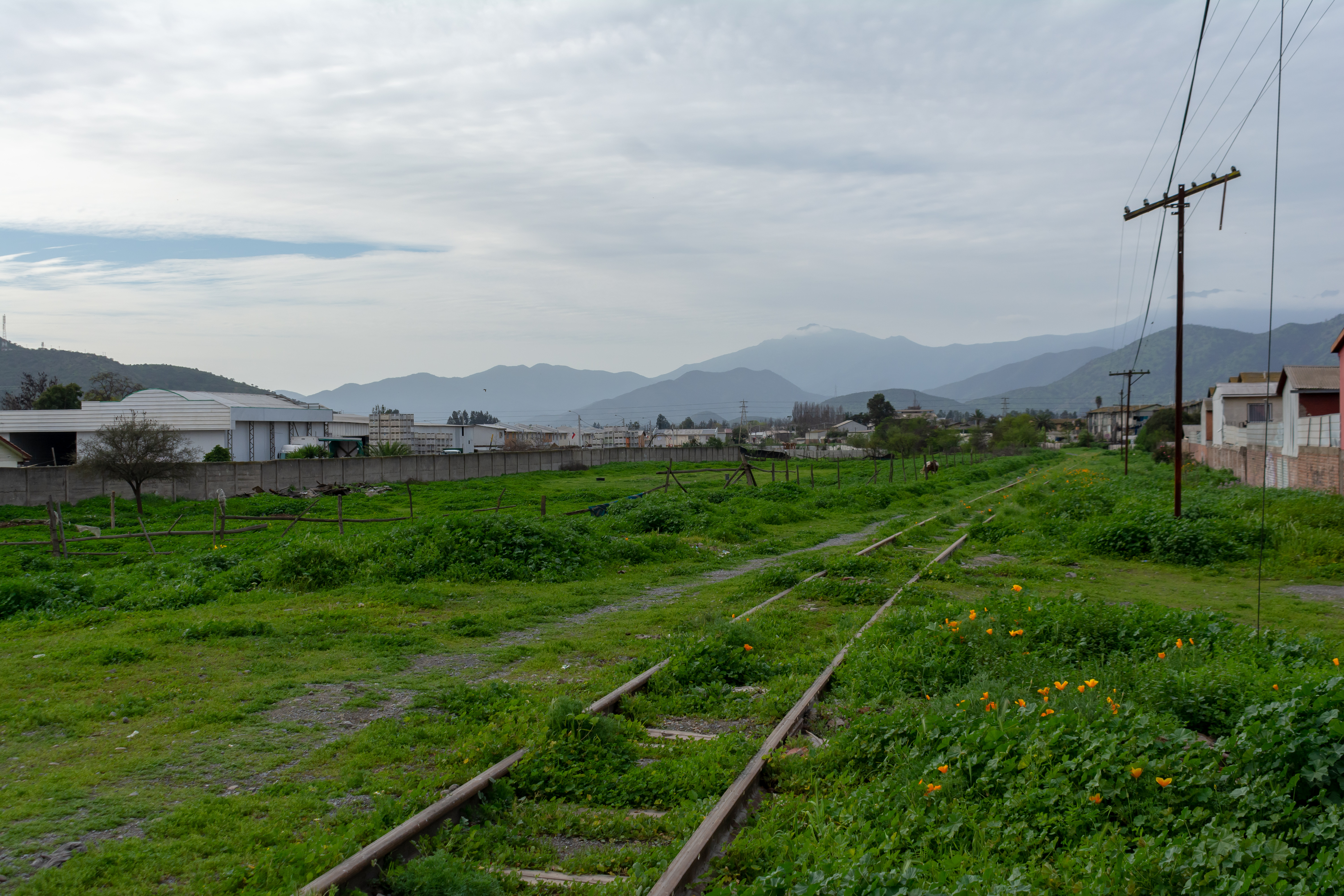
Cimientos de la antigua estación Artificio

## Administración
Artificio, junto a Pachacamita, Pachacama y Las Cabritas, son tanto localidades o comunidades autónomas dentro de la comuna de La Calera como distritos censales. Artificio es administrado tanto por la comunidad como por la Municipalidad de La Calera. 

## Actividades
Artificio se desarrolla en torno a la planta Melón, además, la localidad de por sí se basa en zonas industriales, pese a que su terreno sea favorable para la agricultura, entre lo más destacable que distribuye Artificio se encuentra el cemento.